# معركة بيلان
معركة بيلان (29 يوليو 1832) هي الجولة الثالثة في الحرب المصرية العثمانية في عهد محمد علي باشا.

## خلفية
قضى إبراهيم باشا وجنوده ليلتهم في المواقع التي كانت تحتلها بالأمس جنود الترك، وفي التاسع من يوليو دخل حمص على رأس شجعانه، وقصد بهم حلب. فبلغ حماه في العاشر من يوليو وكان رجاله يلتقطون الأسرى وقد ارتضى معظمهم الاندماج تحت رايته. هذا فضلا عن المدافع والعتاد. وفي حماه عثر على خيرات الطعام الوفيرة التي كدستها القيادة العثمانية، لأنهم رأوا جعل حماه قاعدة لعملياتهم، وقد سارع إبراهيم في مطاردته للعدو ليحرمه من التجمع وإعادة ترتيب صفوفه، فكان يسير بقواته في الساعات الأولى من النهار ومن ثم يمنحهم الراحة. وقد تقدموا سريعا فاحتلوا ماهنيكه يوم 11 ومعار ونعمان في يوم 12 وتل سلطان يوم 13 وزيتان يوم 15.
وهنا يحسن أن نعرض أعمال السردار حسين باشا مذ تركناه بعد إصدار أوامره لقائده محمد باشا. فإنه تقدم على رأس قسم من الجيش بين اسكندرونه وأنطاكية. كان من بينه 800 خيال و 700 جمل تحمل الذخيرة مميما صوب حمص. وكان يظن أنه سيسبق إبراهيم باشا ويملي عليه المعركة فالتقى في طريقه بفلول جيش محمد علي باشا وعرف نبأ هزيمة حمص. وعلى ذلك ارتد إلى حلب ليتخذها قاعدة حربية.
وطلب حسين من أعيانها أن يمدوه بالمؤونة والرجال ولكن كان أهلها قد بغضوا الحكم التركي وأشفقوا على مدينتهم أن يحل بها الخراب، فأبوا أن يدخل أحد من جنوده إلى مدينتهم، ولم يسمحوا إلا للجنود الجرحى والمرضى بالدخول، ثم أغلقوا أبوابها...
احتفظ حسين باشا بالهدوء وقال مداعبا الذين حوله. إن جوادي لا أستيطع إرغامه على شرب الماء. فقد صمم على أن يرتوي من ماء النيل...
وقبالة عناد الحلبيين اضطر السردار إلى مبارحة مدينتهم يوم 14 يوليو قاصدا اسكندرونة حيث كان يرسو الأسطول العثماني، فأصبح تحت عاملين، هل يعود إلى بيلان (جنوبي اسكندرونة) أم ينطلق نحو الشمال ويحصن نفسه بالقرب من مضيق طوروس المفتاح الشمالي؟. وأخيرا قر قراره على اتخاذ مكان حصين لدى مضيق بيلان وساعدته طبيعة الأرض على الامتناع بها.
أما إبراهيم باشا فقد وصل حلب يوم 17 يوليو واضطر للإقامة فيها عدة أيام لتستريح جنوده، وينفضوا عن أنفسهم متاعب القتال والوباء، الذي تفشى في بعض صفوفهم، نتيجة لما خلفه الأتراك وراءهم. وقد أفاد من بقائه هناك، بعد أن أوضح للأهالي من جميع الملل أهداف أبيه من قتال الباب العالي. فانضموا إليه بعد أن تبدت نواياه، وسمعوا خطباء المساجد يخطبون باسم خليفة المسلمين. وفي أثناء إقامته جاءته وفود من أورفا وديار بكر تعلن خضوع المدينتين لحكم محمد علي.
وفي 25 يوليو خرج من حلب مبتغيا أنطاكية، وقسم قواته إلى شعبتين: أحدهما تولف من غير النظاميين اتخذوا طريقهم إلى أنطاكية مباشرة وثانيتهما قواته النظامية عبروا مضيق كليس للالتفاف شمال أنطاكية والاستيلاء عليها من الخلف.
وفي يوم 28  يوليو وصل إلى قبلة أنطاكية، وحدثت عدة مناوشات بين البدو وبضع مئين من الترك، ثم دخل المدينة وكان حسين باشا قد أعلن أنه سيدافع عنها لكنه لم يفعل.
وقف إبراهيم أمام جبل أمانوس، وهو من شعاب جبال طوروس أو امتداد لها شاهق العلو، يرتفع نحو 1.800 متر، يجتازه مضيق بيلان الذي يصل بين سهلي أنطاكية وخليج اسكندرونة، أو يفصل بين سوريا وكيليكيا، وهو الممر الذي اجتازه جميع قادة العالم العسكريين لفتح الشرق، من مصريين وآشوريين وفرس وأغريق ورومان وعرب وفرنج وترك وسواهم. واليوم يدنو منه قائدنا إبراهيم ليجتازه وليس عليه ذلك بعسير. هذا اليوم هو صباح 29 يوليو.

## مواقع الجيش التركي الدفاعية
كان الجيش التركي مؤلفا من نحو 45 000 من المقاتلين من جميع الأسلحة، و 160 مدفعا بقيادة حسين باشا، يرابط في مواقع منيعة – اتخذ مواقعه على قمم جبال بيلان. فاحتشد المشاة وتؤلف من خمس أورط فوق هضبة، يصل طرفه الأيمن (ميمنة الجيش) إلى طريق وعر يخترق جبال أمانوس آتيا من خان قرموط إلى بيلان، وطرفه الأيسر (حيث القلب) إلى الطريق الوسط الواصل في أنطاكية إلى بيلان ويؤلف من 14 أورط مشاة. أما ميسرة الجيش (5 أورط) فكانت ترابط على امتداد ذلك الخط فيما يلي هذا الطريق، تعلوها بعض المدافع الموضوعة على أكمة قريب من الطريق. وأقام الترك أمام صفوف المشاة بعض الموانع والبلانقات وزعوا خلالها المدافع. وفي واد ضيق بقطع الطريق جنوبي بيلان كان آلايان من خيالتهم.
وكانت مؤخرة الترك المؤلفة معظمها من المشاة موزعة في خط واحد على قمة أمانوس، وهكذا ترى من أول نظرة أن حسين باشا لم يكن موفقا في وضع خطة دفاعه؛ فقد اتبع الأسلوب الخطي في توزيع قواته وأهمل العمق، الذي يسهل عليه القيام بالمناورة، على مقياس كبير.

## خطة الجيش المصري
عسكر الجيش المصري في السهل المنبسط، تحت مضيق بيلان، غربي الطريق الواصل من كليس وأنطاكية، واتخذ المشاة مواقعهم في الصفوف الأمامية، وخلفهم الخيالة والمدفعية في الوسط، وخلف هذه الصفوف مهمات الجيش وعتاده.
كشف إبراهيم باشا مواقع الترك على جبل بيلان، فوجدها منيعة، يصعب على قواته أن تنال منها فوزا. وفي مساء يوم 28 جمع مجلسا من ضباطه لوضع قرارهم النهائي في الخطة التي ستنفذ. فرأى بعضهم تأجيل الهجوم على المضيق إلى بعد الغد، ورأى الآخرون القيام بهجومهم يوم الغد ليحرموا العدو من تعزيز مراكزه أو وصول إمدادات إليه من اسكندرونة.
ومن محاسن الصدف، أن يقع المستشار الفني لحسين باشا في قبضة إبراهيم باشا، وهو الكابتن الفرنسي (Thevenin) بعد الاستيلاء على حلب، فحرم الأتراك من معاونته. وينتهي قرار المجلس إلى الأخذ بخطة الهجوم، في اليوم التالي (صباح يوم 29 يوليو)، والقيام بحركة التفاف حول ميسرة الترك من الجنب، تمهيدا للإحاطة بها، ثم احتلال بعض المرتفعات المتسلطة على القلب. ويجعل المشاة الأتراك هدفا لنيران المدافع المصرية، وفي الوقت نفسه يرسل جزءا من قواته للإحاطة بميمنة الأتراك – وكانت خطته صورة لما اتبعه في معركة حمص – وكانت خطة الالتفاف تتطلب القوات الآتية: 4 آلايات مشاة 3 آلايات خيالة 4 بطرايات مدفعية ميدان وفي مصدر آخر 2 مدفع أبوس
وأخذ إبراهيم باشا على كاهله قيادة هذه الوحدات، لأهمية دورها المطلوب تنفيذه.
وأمر أمير آلاي حسن بك المناسترلي بالإستعداد للهجوم المباشر على قلب وميمنة الأتراك والتقدم عن طريق بيلان أنطاكية، على رأس الآلاي 14 وبطارية مدفعية – فتقدم إلى الطريق واحتل الموقع المطلوب بينما تبعه الآلاي الخيالة الخامس كقوة احتياطية له في هجومه على ميمنة الجيش التركي.
أما اللواء الثاني الخيالة، والآلاي السادس الرماحين المدرعين، فطلب منهم العمل بين القوتين الآنفتين، ومساعدة إحداهما لدى الضرورة، بنيما يكون الآلاي 18 المشاة وبطارية ميدان في الاحتياط

## حركات الجيش المصري قبيل بدء القتال
وقبل ابتداء الواقعة اتخذ إبراهيم باشا المواقع الاتية للجيش المصري:
18 تحركت اجنود الحرس والالاي الثامن من المشاة من مواقها الأولى (نمرة 3و 4) ووصلت إلى المواقع 18 وراء الاكمة.

19 اجتمعت كتائب من الفرسان ببطن الوادي غربي الطريق الذاهب إلى بيلان بالموقع نمرة 19.

20 المدفعية الاحتياطية وراء الفرسان، الالاي الثامن عشر نمرة 5 يتبع الالاي الثامن والحرس.

21 الالاي الثالث عشر من المشاة نمرة 6 يتجه نحو الطريق الذاهب من انطاكية إلى بيلان ويحتل الموقع نمرة 21 على الطريق.

22 الالاي الخامس من الفرسان نمرة 9 يتبع الالاي الثالث عشر ويحتشد خلف الموقع 21 ليكون له بمثابة الاحتياطي في هجومهن على ميمنة الترك. بطارية من المدافع تتبع الالاي الثالث عشر إلى الموقع 21.

23 نقلت مهمات الجيش إلى الموقع 23 تحميها فصيلتان من العرب.

## حركات القتال
زحف جنود الحرس والالاي الثامن من الموقع نمرة 18 إلى منبع نهير صغير للإحاطة بميسرة الترك 13-14، وهاجموا الميسرة من الامام ومن جنب واستولى الرماة المصريون على المدافع التركية المنصوبة على الاكمة 17، ووصل المصريو إلى المرتفعات نمرة 24، وتحت تاثير الهجوم ارتدت ميسرة الترك بغير نظام إلى بيلان، وكانت في انسحابها هدفا لنيران المصريين، فحلت بها الخسائر الجسيمة.
ونرى على الخريطة تقدم الالاي الثامن عشر وفريق من الالاي الثامن من الموقع 18 إلى الموقع 25 لمهاجمة قلب الجيش التركي مع فرسانة وقت احاطة جنود الحرس والالاي الثامن بميسرتههم، وانسحاب الفرسان الترك من الموقع 15 و 16 وتشتت شملهم، ثم ارتداد قلب الجيش التركي بغير نظام وتشتته في الجبال.
وترى زحف الالاي الثالث عشر من المشاة على ميمنة الترك، فقد تحرك ومعه عدد من المدافع إلى الموقع 26، ووصل الرماة إلى الاكمة 27 تمهيدا لزحف بقية الجند، ولكن الترك لم يصمدوا للقتال بعد ما علموا بما حل بالميسرة، فتقهقروا في الجبال وتخلوا عن معاقلهم كما تخلى بقية الترك عن مواقعهم على طول الخط وبذلك انتهت الواقعة.

## المعركة
لما شاهدت القيادة العثمانية تقدم الشعبتين (القولين) المصريتين حتى أمرت بفتح النيران الشديدة على طريق تقدمهما فغمرتهما القذائف بعنف. وفي الحال ردت عليها مدفعية البطاريتين المصرية التي في القول اليمين بنيران محكمة للغاية وشديدة التأثير – وفتحت فصيلتان من القناصة تشكيلها بسرعة من الحرس واخترقت غابة صغيرة وأقحمت الجبهة برصاصها السريع. وبعد قليل التحق بالفصيلتين أورطة من الحرس ومعهما أبوسين واستمروا في هجومهم الموفق ونجحوا في إسكات الميسرة التركية، واستمر وصول بقية آلاي حرس بسرعة مع أفراد الآلاي السابق في أمواج تدريجية متتالية. وفي نفس الوقت كان الهجوم الجبهي بقيادة المناسترلي سائرا على مايرام ونجحت البطارية التي تحت قيادته في إنزال الخسائر الجسيمة بالأتراك. وهنا انحرف الآلاي 13 المشاة إلى غرب الطريق (أنطاكية) وهاجم ميمنة العدو. وأخذ الآلاي 18 مكانه في الهجوم الخفيف ضد قوات القلب.
وفي اللحظة التي انتهى فيها آلاي الحرس من تحقيق أهدافه الأولى، تهيأ للالتفاف بميسرة العدو فلم ينتظر حسين باشا اللطمة التي كانت مسددة نحوه – وعمل على التقهقر السريع نحو بيلان. وانتهز الفرصة القناصة المصريين فهجموا على بطارية تركية (6 مدافع) كانت قد تركت وحدها بدون المشاة تحرسها وصعد الجنود عليها وأسكتوها. وحاولت آلايات الخيالة التركية القيام بحركة تقدم إلى الأمام فصدتها نيران الحرس، الشيء الذي جعلها تسرع نحو بيلان بغير نظام وقد تبددت جموعهم.
وهكذا أخلى الطريق إلى بيلان من قوات الأعداء...
وبعد أن ارتدت ميسرة الترك، وصل المصريون في تقدمهم إلى طريق بيلان نفسها، وتخرج مركز قلب الجيش التركي، وأدركت قيادته أن خط الرجعة إلى بيلان أصبح مقطوعا بوصول المصريين إلى الطريق. فلاذ العدو بالفرار، وتخلى عما بقى له من المواقع، وتشتت وحداته في الجبال.
وكان الآلاي الثالث عشر قد قام بمهمته خير قيام ضد ميمنة الترك، ووصل رماتهم ومعهم مدفعيتهم إلى أكمة قريبة من أقصى الميمنة. ولما رأى العدو ما حل بالميسرة، تخلوا أيضا عن مركزهم وتقهقروا نحو الجبال.

## نتيجة المعركة
باستيلاء المصريين على مواقع العثمانيين انتهت معركة بيلان بهزيمة تامة، بعد قتال عنيف دام نحو ثلاث ساعات.
وهكذا فاز إبراهيم بالنصر، لأن تنفيذه للخطة كان دقيقا ورائعا. وأعاد حسين باشا السردار أمام بيلان موقف سلفه القائد محمد باشا قبالة حمص.
وكان نشاط إبراهيم باشا في المعركة، التي قام بها باديا في كل حركة من حركات الجند والضباط، فاستحق ثناء والده وإعجاب مواطنيه.
قضى الجيش المصري ليلة 29 يوليو في مواقع الأتراك ما عدا أورطتين أمرتا بدخول بيلان وانفصل منهما بلوكان وفصيلة خيالة مدرعة لاستكشاف الطريق إلى اسكندرونة.
وفي يوم 30 يوليو احتل إبراهيم باشا بيلان. أما الخيالة فقد سلكت طريق اسكندرونة بقيادة عباس باشا حلمي. حيث عثروا على كميات مكدسة من الغنائم و 14 مدفعا وأصناف التعيين التي تكفي الجنود أربعة أشهر.
والتي تردد حسين باشا في تدميرها. وكان وصول فلوله إلى اسكندرونة، بعد قيام سفن الأسطول العثماني بدقائق.
احتل إبراهيم باشا ميناء اسكندرونة، واندفعت الخيالة إلى باياس آسرة نحو 1400 سوري وسُلمت له أنطاكية واللاذقية والسويدية. أما حسين فقد أسرع نحو ادنه بعد اجتياز مضيق طوروس على رأس شراذم لا يفخر أي قائد في الدنيا أن يكونوا جنوده.
وعقب راحة قصيرة الأجل، احتل جنود إبراهيم باشا ادنه وطوروس، وكانت الأولى مفتاح الزحف على الأناضول. وبعد أيام كان العلم المصري يخفق على أورفا وعينتاب ومرعش وقيصرية.
وبعد هذا النصر، أي الطرق السياسية يسلكها محمد علي !؟
ومن الواضح أنه كانت قبالته طريقان: إما أن يعلن الاستقلال ويأمر ابنه أن يستمر في الزحف للقضاء على جيوش السلطان الهاربة فيضطر الخصم إلى التسليم والاعتراف بالأمر الواقع، أو أن يأمر ابنه بالوقوف أملا أن ينال هدنة عن طريق تدخل الدول. ولم يخل أحد الطريقين من أخطار.
وستبين لنا مسيرة الحوادث ما سيكون بعد معركة بيلان.
احتل إبراهيم باشا طرسوس، ثم دخل أدنة في 31 يوليو سنة 1832، وفيها تلقى القائد من والده أمرا بالتوقف، فقد بلغ الغاية التي كان يسعى إليها، أي الوصول إلى آخر حدود البلدان العربية. ولكنه أرسل آلايين إلى أورفة وقوة من فرسان العرب لمراقبة الطريق من أرضروم وسيواس وديار بكر فاحتلت القوة مرعش كما أرسل قوة إلى نهر الفرات لحماية جناحه الأيمن وبقي إبراهيم في خطة الدفاع منتظرا أوامر أبيه إلى 21 ديسمبر سنة 1832.

## زحف الجيش المصري في الاناضول
اجتاز المصريون بعد واقعة بيلان حدود سوريه الشمالية، ودخلوا ولاية ادنه من بلاد الاناضول، وعبروا نهري حيحون وسيحون واحتلوا ادنه وطرطوس، واخذ إبراهيم باشا يوطد مركزه وينظم الولايات التي فتحها قبل ان يزحف بجيشه إلى الامام، واحتشد معظم الجيش في مدينة ادنه ذا كانت مفتاح الزحف على الاناضول وكانت أيضا صلة المواصلات بطريق البحر بين مصر والجيش المصري، وانفذ إبراهيم باشا كتائب من جنده فاحتلوا اورفا، وعينتاب ومرعش وقيصرية.
لم تنكسر عزيمة السلطان محمود الثانى الهزائم التي حاقت بجيشه، واعد جيشا جديدا عهد بقيادته إلى الصدر الاعظم محمد رشيد باشا، وكان هذا الجيش مؤلفا من 53 الف مقاتل، هم خليط من اجناس السلطنة العثمانية لا تربطهم رابطة ولا تجمعهم غاية، فلا غرور ان يفقد الجيش أهم عامل لقوته المعنوية وخاصة إذا كان الجيش الذي يقاتله قويا بوحدته متماسك الصفوف معتزا بقيادته.
كان رشيد باشا من خيرة قواد تركيا، لكنه دون إبراهيم باشا في الكفاية والمران، وقد اشترك معه من قبل في حرب الموره وخاصة امام مدينة مسيولونجي، ومن تهكم الاقدار ان هذين القائدين اللذين اشتركا معا في ميدان القتال زمنا ما وكانا يدافعان عن غاية واحدة، صارا عدوين لدودين يعمل كل منهما ليسحق الآخر.
احتشد الجيش التركي في الاستانة، وعرضه السلطان محمود بنفسه ليبث في قلوب رجاله روح الشجاعة والاقدام، وزوده ببعض الالايات المشاة النظاميين وعدد وافر من المدافع.
ثم تقدم رشيد باشا بهذا الجيش العرمرم في بطاح الاناضول، ليلتقي الجيش المصري، وكان إبراهيم باشا يواصل زحفه في الاناضول، فانفذ قوة من الجند احتلت مضيق كولك من مضايق جبال طوروس، واقصت عنه الترك، وباحتلال هذا المضيق ذللت عقبة من أكبر العقبات التي تعترض الجيش المصري في زحفه على الاناضول، ثم اعترضتهم عقبة أخرى وهي واد منيع يلي المضيق كان الترك ممتنعين به بالقر بمن مدينة شفت خان فانفذ إبراهيم باشا قوة أخرى من الجند بقيادة سليم بك الحجازي وإبراهيم اغا الجوخدار فهاجموا الترك في الوادي ونشبت معركة انتهت بانسحاب الترك بعد أن فقدوا 200 قتيل وثلثمائة اسير، وكذلك امتنع الترك في اولو قشلاق وهاجمهم فيها المصريون واجلوا عنها، وبعد هزيمة الترك في اولو قشلاق جلوا أيضا عن هرقلة اركلي فانفتح الطريق امام الجيش المصري ومضى في زحفه حتى بلغ قونية التي اخلاها الترك من غير قتال، فاتخذها إبراهيم باشا قاعدة عسكرية واخذ يتاهب لملاقاة الجيش التركي ويدرب جنوده على التمرينات في المواقع التي توقع نشوب القتال فيها، فكان ذلك دليلا على نفاذ بصريته وبعد نظره وبراعته في القيادة، ولئن كان جيشه اقل عددا من الجيش التركي إذ بلغ نحو الف مقاتل منهم الف من العرب (البدو) المصريين الا انه يمتاز بحسن النظام وكفاية القيادة والمران على القتال في المعارك العديدة التي خاض غمارها، ولا غرو ان بعثت الانتصارات التي احرزها في نفوس الجنود روح الامل والثقة ، فكانت هذه الروح من اقوى اسباب النصر والظفر.

## خسائر الطرفين
قتل نحو 10000 سوري وجرح وأسر منهم نحو أربعة الاف، وغنم المصريون حوالي 25 مدفعا وكثيرا من الذخيرة والعتاد. ولم تتجاوز خسائر المصريين 20 قتيلا.

## موقف إنجلترا من نجاح إبراهيم باشا
وإلى هنا كانت السياسة الإنجليزية أمام النجاح المصري غامضة. وأمامها سبيلان أولهما أن تدع محمد علي يؤسس دولة عربية قوية لصد التيار السلافي الروسي ، والسبيل الثاني أن تحتفظ بتركيا وتقويها لتظل هي الحاجز بينما تهدم الإمبراطورية المصرية الناشئة ، لأنها إذا عاشت أصبحت حاجزا قويا على طريق الهند.
فأي السبيلين تتجه إليه سياسة الإنجليز؟ لقد فضلوا الوقوف في منتصف الطريق فلا تقاوم محمد علي ولا تظاهر السلطان خوفا من روسيا. أما سياسة إبراهيم باشا فهي أخذ الأمور بالقوة وإيقاف الدول أمام الأمر الواقع.
لذلك كان يستأذن والده بالزحف على قونية ، ثم الآستانة ، ويرجوه في أن يحمل خطباء المساجد على إلقاء الخطبة باسمه. فكتب محمد علي إلى ابنه في الثامن من شهر سبتمبر يقول : «تقول لي في كتابك أنك تريد أن تسك المعدن وهو حام . وإنك تريد أن يخطب باسمي في جميع المساجد والمعابد – فاعلم يا ولدي أنا لم نصل إلى مركزنا الذي نشغله الآن إلا بقوة الوداعة وخفض الجانب فإنه يكفيني أن أحمل اسم (محمد علي) خالصا من كل رتبة وزينة فهو أكبر لي من جميع ألقاب السلطنة والملك لأن هذا الاسم وحده وهو الذي خولني الشرف الذي يجللني الآن . فكيف أستطيع يا ولدي أن أتركه إلى سواه – لا ياولدي إني أحفظ اسمي (محمد علي) وأنت يا ابني تحفظ اسمك (إبراهيم) وفي وعليك رحمة الله وبركاته».
أما فرنسا فقد أبلغت الباب العالي أن إصراره على القتال لا يوصله إلى نتيجة لضعف قوته دون قوة محمد علي التي تتزايد بحرا وبرا.